# Bulletin of the Korean Chemical Society
Bulletin of the Korean Chemical Society (abrégé en Bull. Korean Chem. Soc.) est une revue scientifique à comité de lecture qui publie des articles en libre accès de recherche dans tous les domaines de la chimie.
D'après le Journal Citation Reports, le facteur d'impact de ce journal était de 0,797 en 2014. L'actuel directeur de publication est Yoon Sup Lee (Institut supérieur coréen de science et de technologie ou KAIST, Corée du Sud).